# Mislukte pogingen om deel te nemen aan het Eurovisiesongfestival
Er zijn verschillende mislukte pogingen om deel te nemen aan het Eurovisiesongfestival geweest. Om deel te kunnen nemen moeten de televisiezenders binnen een bepaalde termijn hun deelname melden volgens de regels van het Eurovisiesongfestival in dat jaar. Elke zender die deelneemt moet inschrijvingsgeld betalen. Als een land zich na de inschrijvingsdatum terugtrekt blijft het verplicht om het inschrijvingsgeld te betalen en kan het zelfs tijdelijk geschorst worden. Ook is een land bij deelname verplicht om het hele festival live uit te zenden, dus alle liedjes. Als een land ook maar één liedje niet wilde uitzenden, kon het niet deelnemen.

## Kosovo
Kosovo heeft als een van de weinige Europese landen nog nooit deelgenomen aan het Eurovisiesongfestival. De aanvraag bij de EBU is gedaan maar voorlopig is de Kosovaarse televisiezender RTK nog geen volwaardig lid.

### Geschiedenis en belangstelling
Na de onafhankelijkheid in 2008 had de Kosovaarse televisiezender RTK een verzoek ingediend om lid te worden van de EBU in de hoop kunnen deel te nemen in 2009. Het grootste probleem is dat Kosovo niet door alle landen erkend is en daardoor geen lid van de VN is. VN-lidmaatschap is vereist om volwaardig EBU-lidmaatschap te verkrijgen. Er is wel al een samenwerkingsovereenkomst getekend tussen de EBU en de RTK. De EBU staat achter het lidmaatschap van RTK en RTK zou ook voldoen aan de voorwaarden maar doordat het land geen VN-lid is blijft lidmaatschap voorlopig nog onmogelijk. RTK heeft wel de status van waarnemer gekregen. Vreemd genoeg heeft Kosovo in 2011 wel mogen deelnemen aan het Eurovision Young Dancers waarvoor EBU-lidmaatschap ook een voorwaarde is.

## Libanon
In 2005 zou Libanon als nieuwkomer in de halve finale voor de eerste keer deelnemen aan het Eurovisiesongfestival 2005, dat in Oekraïne (Kiev) op 19 mei werd gehouden. Tot nu toe heeft Libanon nog nooit aan het Eurovisiesongfestival deelgenomen.

### Buiten Europa

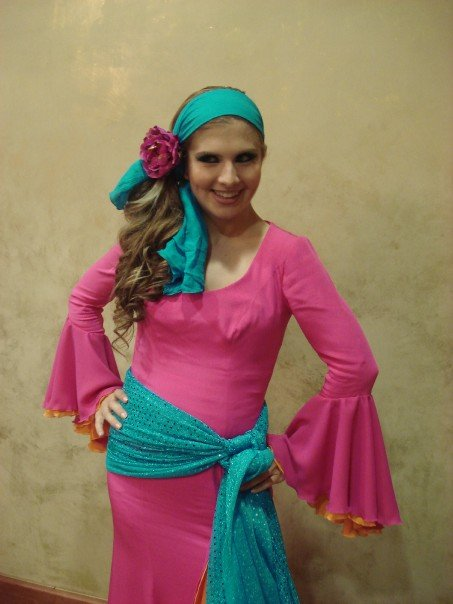
Aline Lahoud

Verrassend hieraan is dat het weer een land buiten Europa betrof. Landen als Marokko en Israël gingen Libanon voor. De grenzen bij de EBU (European Broadcasting Union) zijn namelijk niet per se de Europese grenzen maar worden aangegeven door het lidmaatschap bij de organisatie. Elk lid, dus ook niet-Europese landen die lid zijn van de EBU, heeft het recht aan het Eurovisiesongfestival deel te nemen binnen de door de EBU opgestelde regels.
Aline Lahoud zou voor Libanon uitkomen met het Franstalige nummer Quand tout s'enfuit. Voor de Franse taal werd gekozen omdat het Alines tweede taal was.

### Terugtrekking
Uiteindelijk besloot Libanon zich toch terug te trekken. De Libanese omroep bevestigde aan de EBU af te zien van deelname in Kiev. Dit omdat volgens de Libanese wet de nationale omroep niet gerechtigd is de deelname van Israël uit te zenden, maar de regels van het Eurovisiesongfestival zou schaden indien het inderdaad het Israëlische liedje niet zou uitzenden. Volgens de EBU-reglementen moeten alle deelnemende landen de optredens van ieder land uitzenden, zowel in de halve finale als de finale. Het gevolg van de terugtrekking van Libanon betekende echter niet dat het ontkwam aan zijn financiële verplichtingen.

### Boycotvergelijking
Uiteindelijk is Libanon een van de meest omstreden gediskwalificeerde deelnemers uit de geschiedenis van het Eurovisiesongfestival geworden. Een vergelijkbaar probleem deed zich in de jaren 70 ook voor toen Tunesië wilde deelnemen en niet voor uitzending van het Israëlische liedje was. Ook Jordanië liet bij het Eurovisiesongfestival 1978 de uitzending onderbreken toen Israël aan de winnende hand bleek te zijn. Aan de kijkers meldde de omroep dat België had gewonnen; dit land bleek achteraf echter tweede te zijn geworden. Bij het Eurovisiesongfestival 2009 in Rusland waren er ook gevoeligheden toen Georgië zich genoodzaakt voelde om zichzelf te diskwalificeren, daar zij niet een tekst in haar liedje mocht hebben die op luchtige wijze een anti-Poetin-boodschap had in verband met de Russisch-Georgische Oorlog van 2008.
Aan een nieuw Eurovisiesongfestival heeft Libanon zich niet meer gewaagd. Libanon heeft zich voor het Eurovisiesongfestival 2006 teruggetrokken en naar verwachting zal het land op korte termijn aan het festival ook niet meer deelnemen. Libanon had ten vroegste bij het Eurovisiesongfestival 2009 aanwezig kunnen zijn, omdat Libanon drie jaar geschorst werd voor het niet naleven van de EBU-normen. De Israëlisch-Libanese Oorlog in de zomer van 2006 heeft echter de positie voor Libanon om ooit nog mee te doen aan het festival niet verbeterd: Israël en Libanon staan nog steeds diametraal tegenover elkaar.

## Liechtenstein
Het ministaatje Liechtenstein heeft als een van de weinige soevereine Europese landen nog nooit deelgenomen aan het Eurovisiesongfestival.
In 1977 had Liechtenstein voor het eerst het plan om mee te doen. Ze wilden aantreden met het liedje Little cowboy van Biggi Bachmann, Maar omdat het land geen eigen omroep had mocht het niet mee doen. Op 15 augustus 2008 kreeg het dwergstaatje haar eigen omroep, het station 1FLTV. De eerste hindernis om mee te kunnen doen, te weten het hebben van een nationale omroep, was daarmee genomen. De tweede horde, lid worden van de EBU, werd echter nog niet genomen. Een actief EBU-lidmaatschap is een voorwaarde om te mogen deelnemen aan het Songfestival.
In de zomer van 2010 werd bekend dat Liechtenstein in 2011 van de partij wilde zijn, na de overwinning van Duitsland. Het kwam echter niet tot een effectieve deelname, aangezien op de 65ste algemene ledenvergadering van de EBU in 2010 geen actieve lidmaatschappen werden toegekend.
De zender 1FLTV liet in november 2017 weten dat Liechtenstein in 2019 aan het evenement mee zou willen doen, in het kader van het 300-jarig bestaan van het land. De zender 1FLTV was op dat moment echter nog steeds geen lid van de EBU. In augustus 2019 maakte de omroep bekend dat ze niet in 2020 zouden debuteren, vanwege de onverwachte dood van de directeur van 1FLTV en omdat ze financiële steun van de regering nodig hadden om de kosten van het EBU-lidmaatschap en deelname aan het festival te kunnen betalen.

## Qatar
Qatar heeft nog nooit deelgenomen aan het Eurovisiesongfestival. De omroep had in 2009 en 2011 wel interesse getoond om deel te nemen, maar om onduidelijke redenen is dat er niet van gekomen. Op een EBU-vergadering van 3 december 2009 werd besproken om Qatar een volwaardig EBU-lid te laten worden. Maar ook om onduidelijke redenen werd Qatar geen volwaardig lidmaatschap toegekend. Een actief lidmaatschap is een noodzakelijke voorwaarde om te mogen deelnemen aan het Songfestival.
Bij het Eurovisiesongfestival van 2009 stuurde de omroeporganisatie van Radio Qatar wel een delegatie naar Moskou, waar dagelijks de radioshow 12pointsqatar werd opgenomen.
In 2010 gaf de omroep opnieuw te kennen deel te willen nemen aan het Songfestival van 2011 maar ook dat is er niet van gekomen.

## Tunesië
Tunesië zou het eerste Afrikaanse land zijn geweest dat zou meedoen aan het Eurovisiesongfestival, en wel in 1977. Het land was in voorbereiding hiervoor en ze had zelfs al een Tunesische wedstrijd uitgeschreven, om als waardig debutant te kunnen aantreden. Tunesië zou dan als vierde land tijdens het festival aantreden.
Echter, toen de Tunesische openbare omroep vernam dat ook Israël zou deelnemen, annuleerde Tunesië zijn debuut. Een soortgelijke affaire was er bij het Eurovisiesongfestival 2005 toen Libanon ook aan het Eurovisiesongfestival wilde deelnemen. Uiteindelijk was Marokko het eerste Afrikaanse land dat zou meedoen aan het Eurovisiesongfestival, in 1980.
In de opvolgende jaren heeft Tunesië wel overwogen om deel te nemen aan het Eurovisiesongfestival, maar het komt er in beginsel op neer dat het pas zal meedoen wanneer Israël een jaar niet mee doet.